# Thubœuf
Thubœuf é uma comuna francesa na região administrativa da Pays de la Loire, no departamento de Mayenne. Estende-se por uma área de 13,88 km². Em 2010 a comuna tinha 294 habitantes (densidade: 21,2 hab./km²).